# Аманда (Огайо)
Аманда (англ. Amanda) — селище (англ. village) в США, в окрузі Феєрфілд штату Огайо. Населення — 673 особи (2020).

## Географія
Аманда розташована за координатами 39°39′1″ пн. ш. 82°44′32″ зх. д. / 39.65028° пн. ш. 82.74222° зх. д. (39.650163, -82.742153).  За даними Бюро перепису населення США в 2010 році селище мало площу 0,78 км², уся площа — суходіл.

## Демографія
Згідно з переписом 2010 року, у селищі мешкало 737 осіб у 270 домогосподарствах у складі 205 родин. Густота населення становила 947 осіб/км².  Було 295 помешкань (379/км²).
Расовий склад населення:
| - 96,6 % — білих - 0,9 % — чорних або афроамериканців - 0,1 % — вихідців з тихоокеанських островів |

До двох чи більше рас належало 1,8 %. Частка іспаномовних становила 1,4 % від усіх жителів.
За віковим діапазоном населення розподілялося таким чином: 30,0 % — особи молодші 18 років, 57,4 % — особи у віці 18—64 років, 12,6 % — особи у віці 65 років та старші. Медіана віку мешканця становила 37,0 року. На 100 осіб жіночої статі у селищі припадало 106,4 чоловіків;  на 100 жінок у віці від 18 років та старших — 100,0 чоловіків також старших 18 років.
Середній дохід на одне домашнє господарство  становив 58 051 долар США (медіана — 50 750), а середній дохід на одну сім'ю — 64 697 доларів (медіана — 65 313). Медіана доходів становила 41 786 доларів для чоловіків та 40 313 долари для жінок. За межею бідності перебувало 11,2 % осіб, у тому числі 19,8 % дітей у віці до 18 років та 5,7 % осіб у віці 65 років та старших.
Цивільне працевлаштоване населення становило 331 осіб. Основні галузі зайнятості: роздрібна торгівля — 17,8 %, освіта, охорона здоров'я та соціальна допомога — 17,5 %, виробництво — 14,5 %.